# Habranthus advenus
Habranthus advenus é uma espécie de planta do gênero Habranthus.